# Menyuan
Menyuan (en chino, 门源; pinyin, Ményuán; literalmente, ‘puerta fuente’) es un  condado autónomo bajo la administración directa de la Prefectura Haibei en la Provincia de Qinghai, República Popular China.  Su área es de 6381 km² y su población total para 2010 superó los 147 mil habitantes.
Menyuan es un condado multiétnico, como las otras regiones autónomas, se caracteriza por estar asociada a un grupo étnico minoritario, en este caso, los hui.

## Administración
Desde julio de 2020, el  condado autónomo Menyuan se divide en 12 pueblos que se administran en 4 poblados, 7 villas y 1 villa étnica.